# Andrew Belle
Pour les articles homonymes, voir Belle.
Andrew Belle (né le 26 août 1984) est un chanteur, auteur-compositeur américain. 

## Biographie

### Carrière
Ses chansons font partie du genre musical Indie, pop-rock. 
Son titre In My Veins a été utilisé dans de nombreuses séries télévisées, notamment Grey's Anatomy (épisode 6-24 en 2010), Castle (dans les épisodes 4-23 en 2012, puis 6-15 et 7-06 en 2014), Pretty Little Liars, Vampire Diaries et The Royals.
Le titre Dive Deep (Hushed) a été utilisé dans la série Pearson en 2019 (saison 1, épisode 5).

### Vie privée
Il réside actuellement à Chicago. Il s'est marié le 9 juin 2012 avec Jill Dart.